# Andrew Parker Bowles
Andrew Henry Parker Bowles (Surrey, 27 dicembre 1939) è un ex ufficiale britannico, conosciuto per essere stato il primo marito della regina Camilla, moglie di Carlo III del Regno Unito.

## Biografia

### Infanzia e famiglia
Andrew Parker Bowles è nato il 27 dicembre 1939, primogenito di quattro figli di Derek Henry Parker Bowles, pronipote del sesto conte di Macclesfield, e della dama dell'ordine di Vittoria Ann Parker Bowles, figlia del proprietario di cavalli da corsa multimilionario Sir Humphrey de Trafford, 4º baronetto. Il suo annuncio di battesimo sul Times ha elencato i suoi padrini come Sir Humphrey di Trafford, il Marchese di Hartington, Miss Mary di Trafford e Miss Swinnerton-Dyer. I suoi genitori erano amici intimi della regina madre Elisabetta. Alcune fonti hanno affermato che la sua madrina fosse proprio quest'ultima. Parker Bowles era un paggetto all'incoronazione della regina Elisabetta II. È in linea di successione al Conte di Macclesfield. Sua sorella Mary Ann è la madre di Derek Paravicini, il cieco esperto acustico e un prodigio musicale.

### Carriera militare
Parker Bowles fu educato al Benedictine Ampleforth College e alla Reale accademia militare di Sandhurst. Fu assegnato alla Royal Horse Guards (The Blues) nel 1960. Fu aiutante di campo del governatore generale della Nuova Zelanda, Sir Bernard Fergusson, nel 1965 circa. Ebbe in quel periodo il grado militare di aiutante delle Royal Horse Guards (The Blues) fra il 1967 ed il 1969. Il reggimento divenne The Blues and Royals (Royal Horse Guards and 1st Dragoons) nel 1969, e Parker Bowles fu aiutante del Blues and Royals fino al 1970. Fu poi promosso maggiore il 31 dicembre 1971.
Nel 1972 era il comandante dello Squadrone "B" dell'Operazione "Motorman" durante il conflitto nordirlandese in Ulster. Successivamente è stato ufficiale senior di collegamento di Lord Soames, quando costui è stato governatore della Rhodesia durante la transizione allo Zimbabwe nel 1979-1980. Era qualificato come personale (sq), e divenne tenente colonnello il 30 giugno 1980. È stato insignito della decorazione chiamata Elogio della Regina per il coraggio in Zimbabwe.
Negli anni dal 1981 al 1983, fu comandante del reggimento di cavalleria interna ed era in carica durante gli attentati di Hyde Park e Regent's Park, quando uomini e cavalli del suo reggimento furono uccisi e feriti da una bomba terroristica. Fu uno dei primi ad arrivare sul posto, arrivando a piedi dopo aver sentito l'esplosione della bomba, e i suoi ordini portarono in seguito al salvataggio del famoso cavallo Sefton.
Dal 1987 al 1990, è stato colonnello comandante della cavalleria interna e del bastone d'argento in attesa di sua maestà la regina Elisabetta II. Il 30 giugno 1990 fu promosso brigadiere e fu direttore del Royal Army Veterinary Corps dal 1991 al 1994. Si è congedato nel 1994.
Parker Bowles ha ricoperto i seguenti gradi:
- 23 gennaio 1962, tenente [11]
- 23 luglio 1966, capitano [12]
- 31 dicembre 1971, maggiore [13]
- 1 dicembre 1980, tenente colonnello, con anzianità dal 30 giugno 1980 [14]
- 30 giugno 1987, colonnello [15]
- 31 dicembre 1990, brigadiere, con anzianità dal 30 giugno 1990 [16]
- 27 dicembre 1994, congedato [17]

## Vita privata
Parker Bowles era un giocatore della squadra di polo del Principe del Galles negli anni '70 e '80. Frequentò la principessa Anna all'inizio degli anni '70.
Nel 1973, dopo una relazione intermittente, sposò Camilla Shand in una cerimonia cattolica, essendo lui cattolico; in precedenza, lei aveva avuto una relazione con il Principe di Galles, quindi avevano entrambi frequentato fratelli reali. Vivevano a Bolehyde Manor e successivamente a Middlewick House nel Wiltshire e hanno avuto due figli, Tom e Laura, cresciuti come cattolici. Laura frequentò la St Mary's, Shaftesbury, una scuola per ragazze cattoliche nel Dorset, mentre Tom frequentò l'Eton College. Parker Bowles ebbe numerose relazioni extraconiugali durante il matrimonio con Camilla. La coppia ha divorziato nel 1995.
Un anno dopo sposò Rosemary Pitman (nata Dickinson), la sua amante di lunga data che era stata sposata in precedenza con il tenente colonnello (John) Hugh Pitman, discendente di Sir Isaac Pitman, inventore del sistema di stenografia Pitman. Andrew e Rosemary Parker Bowles hanno partecipato al matrimonio di Camilla col Principe di Galles, che ha avuto luogo il 9 aprile 2005. Rosemary è morta di cancro il 10 gennaio 2010, all'età di 69 anni.
Tra i suoi figliocci vi sono l'artista del circo Lady Emma Herbert, che era una damigella d'onore al suo primo matrimonio il 4 luglio 1973, e Zara Phillips, figlia della principessa Anne.

## Discendenza
- Thomas Henry Charles Parker Bowles (nato 18 dicembre 1974), sposato con Sara Buys il 10 settembre 2005
  - Lola Parker Bowles
  - Freddy Parker Bowles
- Laura Rose Parker Bowles (nata 1 gennaio 1978), sposata con Harry Lopes il 6 maggio 2006
  - Eliza Lopes
  - Louis Lopes
  - Gus Lopes

## Albero genealogico
|                                        |                                         |                                          | Genitori                           |  |  | Nonni |  |  | Bisnonni                         |  |  | Trisnonni                               |  |
|                                        |                                         |                                          |                                    |  |  |       |  |  | Rev. Hon. Algernon Robert Parker |  |  | Thomas Parker, VI Conte di Macclesfield |  |
|                                        |                                         |                                          |                                    |  |  |       |  |  | Rev. Hon. Algernon Robert Parker |  |  | Thomas Parker, VI Conte di Macclesfield |  |
|                                        |                                         | Lady Mary Grosvenor                      |                                    |  |  |       |  |  | Rev. Hon. Algernon Robert Parker |  |  |                                         |  |
| Eustace Parker                         |                                         |                                          |                                    |  |  |       |  |  | Rev. Hon. Algernon Robert Parker |  |  |                                         |  |
|                                        |                                         | Emma Jane Kenyon                         | Hon. Edward Kenyon                 |  |  |       |  |  |                                  |  |  |                                         |  |
|                                        |                                         | Emma Jane Kenyon                         | Hon. Edward Kenyon                 |  |  |       |  |  |                                  |  |  |                                         |  |
|                                        |                                         | Emma Jane Kenyon                         | Caroline Susan Catherine Beresford |  |  |       |  |  |                                  |  |  |                                         |  |
| Derek Henry Parker Bowles              |                                         | Emma Jane Kenyon                         |                                    |  |  |       |  |  |                                  |  |  |                                         |  |
|                                        |                                         | Colonnello Sir Henry Bowles, I Baronetto | Henry Carrington Bowles            |  |  |       |  |  |                                  |  |  |                                         |  |
|                                        |                                         | Colonnello Sir Henry Bowles, I Baronetto | Henry Carrington Bowles            |  |  |       |  |  |                                  |  |  |                                         |  |
|                                        |                                         | Colonnello Sir Henry Bowles, I Baronetto | Cornelia Kingdom                   |  |  |       |  |  |                                  |  |  |                                         |  |
| Wilma Mary Garnault Bowles             |                                         | Colonnello Sir Henry Bowles, I Baronetto |                                    |  |  |       |  |  |                                  |  |  |                                         |  |
|                                        |                                         | Florence Broughton                       | John Lambart Broughton             |  |  |       |  |  |                                  |  |  |                                         |  |
|                                        |                                         | Florence Broughton                       | John Lambart Broughton             |  |  |       |  |  |                                  |  |  |                                         |  |
|                                        |                                         | Florence Broughton                       | Anne Selina Adderley               |  |  |       |  |  |                                  |  |  |                                         |  |
| Andrew Parker Bowles                   |                                         | Florence Broughton                       |                                    |  |  |       |  |  |                                  |  |  |                                         |  |
|                                        | Sir Humphrey di Trafford, III Baronetto | Sir Humphrey di Trafford, II Baronetto   |                                    |  |  |       |  |  |                                  |  |  |                                         |  |
|                                        | Sir Humphrey di Trafford, III Baronetto | Sir Humphrey di Trafford, II Baronetto   |                                    |  |  |       |  |  |                                  |  |  |                                         |  |
|                                        | Sir Humphrey di Trafford, III Baronetto | Lady Annette Mary Talbot                 |                                    |  |  |       |  |  |                                  |  |  |                                         |  |
| Sir Humphrey di Trafford, IV Baronetto | Sir Humphrey di Trafford, III Baronetto |                                          |                                    |  |  |       |  |  |                                  |  |  |                                         |  |
|                                        |                                         | Violet Alice Maude Franklin              | James Franklin                     |  |  |       |  |  |                                  |  |  |                                         |  |
|                                        |                                         | Violet Alice Maude Franklin              | James Franklin                     |  |  |       |  |  |                                  |  |  |                                         |  |
|                                        |                                         | Violet Alice Maude Franklin              | Jessica Mary Blyth                 |  |  |       |  |  |                                  |  |  |                                         |  |
| Dama Ann di Trafford                   |                                         | Violet Alice Maude Franklin              |                                    |  |  |       |  |  |                                  |  |  |                                         |  |
|                                        |                                         | Henry Cadogan, Visconte Chelsea          | George Cadogan, V Conde Cadogan    |  |  |       |  |  |                                  |  |  |                                         |  |
|                                        |                                         | Henry Cadogan, Visconte Chelsea          | George Cadogan, V Conde Cadogan    |  |  |       |  |  |                                  |  |  |                                         |  |
|                                        |                                         | Henry Cadogan, Visconte Chelsea          | Lady Beatrix Craven                |  |  |       |  |  |                                  |  |  |                                         |  |
| Hon. Cynthia Hilda Evelyn Cadogan      |                                         | Henry Cadogan, Visconte Chelsea          |                                    |  |  |       |  |  |                                  |  |  |                                         |  |
|                                        |                                         | Hon. Mildred Cecilia Harriet Sturt       | Henry Sturt, I Barone Alington     |  |  |       |  |  |                                  |  |  |                                         |  |
|                                        |                                         | Hon. Mildred Cecilia Harriet Sturt       | Henry Sturt, I Barone Alington     |  |  |       |  |  |                                  |  |  |                                         |  |
|                                        |                                         | Hon. Mildred Cecilia Harriet Sturt       | Lady Augusta Bingham               |  |  |       |  |  |                                  |  |  |                                         |  |
|                                        |                                         | Hon. Mildred Cecilia Harriet Sturt       |                                    |  |  |       |  |  |                                  |  |  |                                         |  |

## Nei media
Fra 2003 e 2004 ha posato per Lucian Freud. Nel 2015 il ritratto, intitolato The Brigadier, è stato venduto per 34,89 milioni di dollari da Christie's a New York.
È stato interpretato da Simon Wilson in Va' dove ti porta il cuore (Whatever Love Means), film TV del 2005 su Carlo e Camilla, e da Andrew Buchan nella serie The Crown.